# Picoplancton photosynthétique

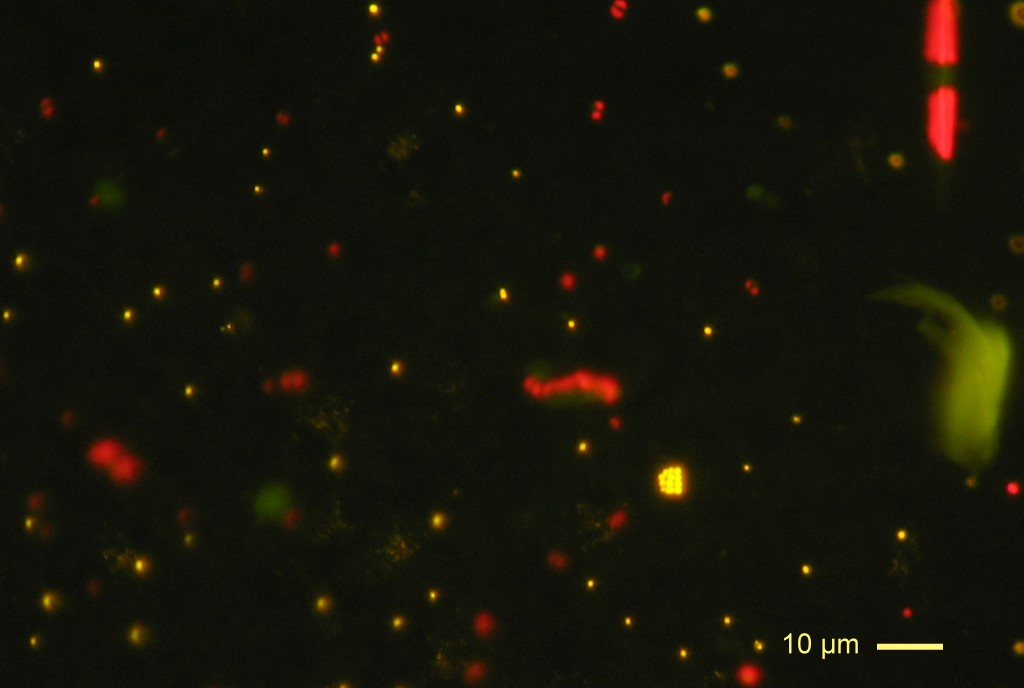
Picoplancton observé par épifluorescence

Le picoplancton photosynthétique (aussi appelé picophytoplancton) est la fraction du phytoplancton dont la taille est comprise entre 0,2 et 2 µm (picoplancton). Il est particulièrement important dans les zones centrales océaniques dites oligotrophes (très pauvres en nutriments).

## Historique
- 1952 : Description de la première espèce réellement picoplanctonique, Chromulina pusilla, par Butcher[1]. Cette espèce sera renommée en 1960 Micromonas pusilla[2] et est l'une des plus abondantes dans les milieux côtiers tempérés.
- 1979 : Découverte des Synechococcus marins par Waterbury[3] et confirmation par microscopie électronique par Johnson et Sieburth[4].
- 1982 : Les mêmes Johnson et Sieburth mettent aussi en lumière l'importance des petits eucaryotes par microscopie électronique[5].
- 1983 : W.K. Li et Platt mettent en évidence qu'une fraction très importante de la production primaire océanique est attribuable à des organismes d'un taille inférieure à 2 µm[6].
- 1986 : Découverte des « prochlorophytes » par Chisholm et Olson en mer des Sargasses[7], baptisés en 1992 Prochlorococcus marinus[8].
- 1994 : Découverte dans l'étang de Thau du plus petit eucaryote photosynthétique connu, Ostreococcus tauri, par Courties[9].
- 2001 : Par séquençage de l'ARN ribosomique prélevé dans des échantillons marins, plusieurs équipes européennes mettent simultanément en évidence la grande diversité du picoplancton eucaryote[10],[11].

## Méthodes d'étude

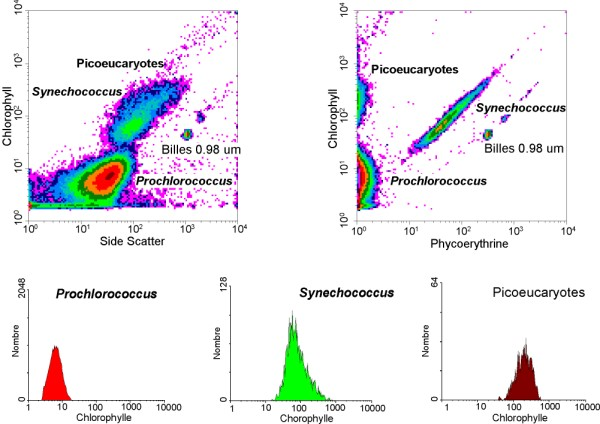
Analyse du picoplancton par cytométrie en flux

Sa très petite taille rend le picoplancton difficile à étudier par les méthodes classiques, dont la microscopie optique. On a donc recours à d'autres méthodes ;
- microscopie à épifluorescence. Elle permet de compter certains groupes de cellules possédant des pigments fluorescents tels que Synechococcus qui possède phycoérythrine ;
- cytométrie en flux. Elle permet de mesurer la taille (« side scatter » en anglais) et la fluorescence sur 1 000 à 10 000 cellules par seconde, facilitant la mesure de la concentration des différentes populations picoplanctoniques sur des échantillons marins. Trois groupes de cellules (Prochlorococcus, Synechococcus et picoeucaryotes) peuvent être distinguées. AinsiSynechococcus est caractérisé par la double fluorescence de ses pigments : orange pour la phycoérythrine et rouge pour la chlorophylle. La cytométrie en flux permet aussi un tri de populations spécifiques (par exemple Synechococcus) pour les cultiver ou en faire des analyses détaillées ;
- analyse des pigments photosynthétiques tels que la chlorophylle ou les caroténoïdes par chromatographie haute précision (HPLC). Elle permet de déterminer les différents groupes d'algues d'un échantillon ;
- biologie moléculaire :
  - clonage et séquençage de gènes tel que celui de l'ARN ribosomique. Ils permettent de déterminer la diversité totale d'un échantillon,
  - DGGE (Denaturing Gradient Gel Electrophoresis), plus rapide que la technique précédente, il donne une idée de la diversité globale d'un échantillon,
  - hybridation in situ (FISH) : Elle utilise des sondes fluorescentes reconnaissant des taxons précis (espèce, genre ou classe, etc.[12],
  - PCR en temps réel : Elle permet de déterminer (comme le FISH) l'abondance de groupes précis et d'analyser rapidement d'un grand nombre d'échantillons[13], mais demande plus de contrôles.

## Composition
Le picoplancton photosynthétique est composé de trois groupes principaux d'organismes.
- Les cyanobactéries du genre Synechococcus d'une taille de 1 µm (micromètre) ont été les premières à être découvertes en 1979[3] mais ne dominent que dans les zones mésotrophes. Par contre, elles sont ubiquistes s'étendant des régions polaires à l'équateur.
- Les cyanobactéries du genre Prochlorococcus sont particulièrement remarquables. D'une taille de 0,6 µm, Prochlorococcus n'a été découvert qu'en 1986 par deux chercheurs américains, S.W. Chisholm et R.J. Olson[7]. Malgré sa petite taille, cet organisme photosynthétique est sans doute le plus abondant de la planète terre : en effet sa densité peut atteindre jusqu'à 100 millions de cellules par litre et on peut le rencontrer jusqu'à 150 m de profondeur dans toute la ceinture intertropicale[14].
- Les eucaryotes picoplanctoniques sont les moins bien connus, comme le démontre la découverte récente de groupes majeurs. Andersen et al. ont créé en 1993 une nouvelle classe d'algues brunes, celle des pelagophycées[15]. Plus surprenante encore, la découverte en 1994 d'un picoeucaryote de très petite taille, Ostreococcus tauri[9], dominant la biomasse phytoplanctonique de l'étang de Thau, montre que ces organismes peuvent également jouer un rôle écologique important en milieu côtier ou lagunaire. En 1999, une nouvelle classe d'algue a été découverte, les bolidophycées[16], très proche génétiquement des diatomées, mais ne leur ressemblant pas du tout. À présent une cinquantaine d'espèces ont été décrites.

| Classes          | Genres picoplanctoniques              |
| ---------------- | ------------------------------------- |
| Chlorophycées    | Nannochloris                          |
| Prasinophycées   | Micromonas, Ostreococcus, Pycnococcus |
| Prymnesiophycées | Imantonia                             |
| Pélagophycées    | Pelagomonas                           |
| Bolidophycées    | Bolidomonas                           |
| Dictyochophycées | Florenciella                          |

## Diversité naturelle
L'introduction de la biologie moléculaire en océanographie a révolutionné la connaissance des écosystèmes océaniques. Pour la première fois, on a pu déterminer la composition du compartiment picoplanctonique sans avoir ni à l'observer, ni à le cultiver. En pratique, on détermine la séquence d'un gène présent dans tous les organismes vivants, celui codant la petite sous-unité de l'ARN ribosomique (ARNr). Chaque espèce possédant une séquence qui lui est propre et deux espèces proches (par exemple, l'homme et le chimpanzé) ayant des séquences très similaires, l'analyse de sa séquence permet de placer un organisme dans l'arbre phylogénétique du vivant. De plus on peut déterminer sur ce gène de petites régions caractéristiques d'un groupe d'organismes (par exemple un genre du picoplancton comme Ostreococcus) et synthétiser une « sonde » reconnaissant cette région. Si cette sonde est marquée avec un composé fluorescent et mise en contact avec des cellules, seules les cellules appartenant au groupe ciblé seront visibles sous un microscope à fluorescence (technique de FISH) (voir Méthodes d'étude).
Ces approches mises en œuvre dès les années 1990 pour les bactéries, n'ont été appliquées aux picoeucaryotes photosynthétiques que 10 ans plus tard. Elles ont révélé un très grande diversité, et mis en lumière l'importance des groupes suivants dans le picoplancton :
- Prasinophyceae ;
- Haptophyta ;
- Cryptophyta.

En milieu côtier tempéré, le genre Micromonas (Prasinophyceae) semble dominant. Cependant, dans de nombreux milieux océaniques, les espèces dominantes de picoplancton eucaryote demeurent encore inconnues.

## Écologie

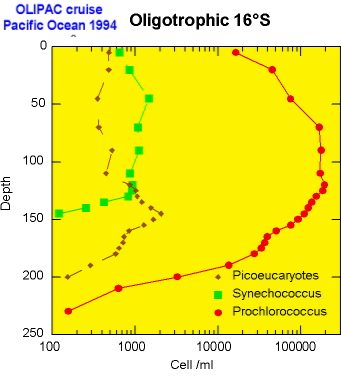
Distribution verticale du picoplancton dans le Pacifique

Chaque population picoplanctonique occupe une niche écologique différente dans le milieu océanique. Les populations de picoplancton semblent régulées non seulement par la prédation, mais aussi par de très nombreux virus spécifiques que l'on commence seulement à découvrir, et que certains classent dans le nanoplancton et plus précisément dans le Femtoplancton (<0,2 μm), bien qu'ils ne soient généralement pas considérés comme des organismes vivants.
- La cyanobactérie Synechococcus est en général abondante dans les milieux mésotrophes par exemple au voisinage de la Remontée d'eau (« upwelling ») équatoriale ou en milieu côtier
- Prochlorococcus remplace Synechococcus dès que le milieu s'appauvrit (c.-à-d. devient oligotrophe). Par contre en région tempérée (par exemple dans l'Atlantique Nord), Prochlorococcus est absent car les eaux trop froides ne favorisent pas son développement.
- Quant aux eucaryotes, à leur diversité taxonomique encore mal connue, correspond sans doute une grande diversité d'habitats. En milieu océanique, on les trouve cependant souvent en profondeur à la base de la couche éclairée (couche euphotique). En milieu côtier, certaines espèces de picoeucaryotes tels que Micromonas dominent. Leur abondance suit un cycle saisonnier, comme le plancton de plus grande taille, avec un maximum en été.

Il y a une trentaine d'années on faisait l'hypothèse que la vitesse de division des micro-organismes dans les écosystèmes océaniques centraux était très faible, de l'ordre de la semaine ou du mois. Cette hypothèse était confortée par le fait que la biomasse (estimée par exemple par le contenu en chlorophylle) était très stable au cours du temps. Cependant avec la découverte du picoplancton, on s'est aperçu que le système était beaucoup plus dynamique qu'il n'y paraissait. En particulier, on a découvert l'ubiquité de minuscules prédateurs d'une taille de quelques microns qui ingéraient les algues picoplanctoniques aussi rapidement qu'elles étaient produites. Ce système prédateur-proie extrêmement sophistiqué est pratiquement toujours à l'équilibre et résulte en une biomasse quasi constante. Cette parfaite adéquation entre production et consommation rend cependant extrêmement difficile la mesure précise de la vitesse du système.
En 1988, deux chercheurs américains, Carpenter et Chang avaient proposé d'estimer la vitesse de division des cellules du phytoplancton à partir du suivi de la réplication de l'ADN par microscopie. En remplaçant la microscopie par la cytométrie en flux, il est possible suivre le contenu en ADN des cellules de picoplancton (par exemple Prochlorococcus) au cours du temps. On s'est alors aperçu que les cellules du picoplancton sont extrêmement synchrones : elles répliquent leur ADN puis se divisent toutes en même temps en fin de journée. Cette synchronisation pourrait être due à la présence d'une horloge cellulaire interne.
Le picoplancton occupe une place encore mal évaluée dans les réseaux trophiques.

## Génomique
Dans les années 2000, la génomique a permis de franchir une étape supplémentaire. La génomique consiste à déterminer la séquence complète du génome d'un organisme et à répertorier tous les gènes présents. Ainsi on peut avoir une idée des capacités métaboliques de l'organisme ciblé et comprendre comment il s'adapte à son environnement. À ce jour, les génomes de plusieurs souches de Prochlorococcus, et de Synechococcus, et d'une souche d'Ostreococcus ont été déterminés, alors que ceux de plusieurs autres cyanobactéries et de petits eucaryotes (Bathycoccus, Micromonas) sont en cours d'analyse. En parallèle, on commence aussi à faire des analyses génomiques directement à partir d'échantillons océaniques (écogénomique ou métagénomique), ce qui permet d'accéder aux génomes d'organismes non cultivés.
| Genre           | Souche  | Centre de séquençage | Référence |
| --------------- | ------- | -------------------- | --------- |
| Prochlorococcus | MED4    | JGI                  |           |
|                 | SS120   | Genoscope            |           |
|                 | MIT9312 | JGI                  |           |
|                 | MIT9313 | JGI                  |           |
|                 | NATL2 A | JGI                  |           |
|                 | CC9605  | JGI                  |           |
|                 | CC9901  | JGI                  |           |
| Synechococcus   | WH8102  | JGI                  |           |
|                 | WH7803  | Genoscope            |           |
|                 | RCC307  | Genoscope            |           |
|                 | CC9311  | TIGR                 | [24]      |
| Ostreococcus    | OTTH95  | Genoscope            |           |